# Арта Доброши
Арта Доброши (на албански: Arta Dobroshi; родена на 2 октомври 1980 г., Прищина) е косовско-албанска актриса.

## Биография
Арт Доброши е родена на 2 октомври 1980 г. в Прищина. Паралелно с учението си в начално училище тя се занимава в драматични курсове. На 15-годишна възраст посещава САЩ по програма за студентски обмен. На 17 години се завръща в родината си, където в рамките на следващите 4 години учи актьорско майсторство в Академията за изящни изкуства. Периодично играе роли в театъра.
По време на военните действия в Косово, Арта се намира в Република Македония, където помага да се създаде лагер за бежанци на Международния медицински корпус. През 2000 г. работил като преводач в НАТО.
Дебютира в киното през 2005 г. Става известна през 2008 г. с ролята си във филма „Мълчанието на Лорна“.

## Филмография
| Година | Заглавие                                            | Роля           |
| ------ | --------------------------------------------------- | -------------- |
| 2016   | Come Near Me (Music Video)                          |                |
| 2013   | Митровица                                           |                |
| 2013   | Студен ден                                          |                |
| 2012   | Три свята                                           | Вера           |
| 2012   | Nëna                                                | Фатмире        |
| 2011   | Late Bloomers                                       | Мая            |
| 2011   | Дете                                                | Амира          |
| 2008   | Мълчанието на Лорна (Le Silence de Lorna)           | Лорна          |
| 2007   | Вера                                                | Артан Минароли |
| 2006   | Tъгата на госпожа Снайдрова (Smutek paní Snajdrové) | Ема            |
| 2005   | Магически очи (Syri magjik)                         | Виола          |

## Награди и номинации
| Година | Награда                                       | Категория             | Филм                | Резултат  |
| ------ | --------------------------------------------- | --------------------- | ------------------- | --------- |
| 2008   | Награда на Европейската филмова академия 2008 | Най-добра женска роля | Мълчанието на Лорна | Номинация |
| 2010   | Toronto Film Критиката Association Awards     | Най-добра женска роля | Мълчанието на Лорна | Номинация |
| 2011   | 24fps International Short Film Festival       | Най-добра актриса     | Дете                | Награда   |
| 2013   | Берлински международен кинофестивал           | EFP Shooting Star     | Награда             |           |